# Gisèle Lullaby
Gisèle Lullaby, nombre artístico de Simon Gosselin (8 de agosto de 1988), es una artista drag francocanadiense conocida por ganar la tercera temporada de Canada's Drag Race.

## Carrera
Originario de Boucherville, Quebec, Gosselin comenzó como bailarín de respaldo para drag queens en el Cabaret Mado, pero no actuó como drag hasta una fiesta de cumpleaños en 2009 de la personalidad de la vida nocturna de Montreal, Franky Dee, cuando lo convencieron para hacer drag y actuar bajo la canción "Single Ladies" de Beyoncé. Ha sido presentadora durante mucho tiempo de su propio show de los martes por la noche, Full Gisèle, en el Cabaret Mado.
En 2020, Gisèle Lullaby participó en Saint-Jeanne, una transmisión en vivo del Día de San Juan Bautista inclusiva con la comunidad LGBT y coordinada por la cantautora Safia Nolin.
Gisèle Lullaby compitió en la tercera temporada de Canada's Drag Race. Después de estar a salvo durante los primeros 3 episodios, en el episodio 4 ganó el desafío de diseño, luego se hizo pasar por Marie Curie para el desafío del Snatch Game, recibiendo elogios por su show de comedia negra sobre Curie sufriendo los efectos cada vez mayores de la enfermedad por radiación, sacando humor de una figura histórica que tradicionalmente no se considera una fuente de comedia. Fue nombrada ganadora de la temporada en la final. Su victoria también marcó la primera vez que un nativo y residente de Quebec ganó el título. Además, es la primera concursante francófona (aunque habla inglés como segundo idioma) en ganar el título canadiense, así como la cuarta ganadora francófona en la franquicia Drag Race.
El 18 de septiembre de 2022, Gisèle Lullaby entregó un premio en la ceremonia del Prix Gémeaux junto a Rita Baga, Barbada de Barbades y Mona de Grenoble.
En 2022, se unió al sello discográfico So Fierce Music y se asoció con el productor musical Velvet Code para crear la canción Je Ne Sais Quoi.

## Vida personal
Gosselin es de Boucherville, pero actualmente reside en Montreal, Quebec. Antes de decidir hacer del drag su carrera, Gisèle quería hacer teatro.

## Filmografía

### Televisión
| Año  | Título                 | Papel      | Notas                   |
| ---- | ---------------------- | ---------- | ----------------------- |
| 2021 | Qui sait chanter?      | Ella misma | Invitada                |
| 2022 | Canada's Drag Race     | Ella misma | Ganadora (3ª temporada) |
| 2022 | Tout le monde en parle | Ella misma | Invitada                |

### Series web
| Año  | Título                 | Papel      | Notas    |
| ---- | ---------------------- | ---------- | -------- |
| 2022 | After the Sashay       | Ella misma | Invitada |
| 2022 | Fugues Entrevue        | Ella misma | Invitada |
| 2022 | Chats with iHeartRadio | Ella misma | Invitada |

| Predecesora: Icesis Couture | Ganadora de Canada's Drag Race 2022 | Sucesora: Venus |